# 1791
1791 (MDCCXCI) je bilo navadno leto, ki se je po gregorijanskem koledarju začelo na soboto, po 11 dni počasnejšem julijanskem koledarju pa na sredo.

## Dogodki
- danski pomorščak Vitus Jonassen Bering odkrije Aljasko.

## Rojstva
- 15. januar - Franz Grillparzer, avstrijski dramatik († 1872)
- 16. februar - Claude Servais Mathias Pouillet, francoski fizik († 1868)
- 27. april - Samuel Finley Breese Morse, ameriški izumitelj, slikar († 1872)
- 11. junij – Franc Marič, slovenski učitelj, kantor in pesnik († po letu 1844)
- 5. september - Giacomo Meyerbeer, judovsko-nemški skladatelj († 1864)
- 22. september - Michael Faraday, angleški fizik, kemik († 1867)
- 23. september - Johann Franz Encke, nemški astronom († 1865)
- 7. december – Franc Novak, slovenski ljudski zbiralec, pisatelj in duhovnik na Madžarskem († 1836)

## Smrti
- 5. december - Wolfgang Amadeus Mozart, avstrijski skladatelj (* 1756)